# 7,5 cm PaK 40
El 7,5 cm Panzerabwehrkanone 40, abreviado como PaK 40, era un cañón antitanque alemán  de 75 mm desarrollado entre 1939-1941 por Rheinmetall y usado por el Ejército Alemán durante la Segunda Guerra Mundial.

Su predecesor en producción fue el PaK 38.

## Historia
El desarrollo del PaK 40 comenzó en 1939 con el encargo del proyecto a las empresas Krupp y Rheinmetall de desarrollar un cañón antitanque de 75 mm. La prioridad asignada al proyecto era inicialmente baja, pero con el inicio de la Operación Barbarroja en 1941 y la aparición de tanques soviéticos fuertemente blindados, como el tanque pesado KV-1, aumentaron la prioridad del proyecto. Los primeros cañones fueron entregados en noviembre de 1941. En 1943 el PaK 40 ya formaba el grueso de las piezas de artillería antitanque alemanas.
El PaK 40 fue proporcionado por Alemania a sus aliados y continuó en servicio después de la guerra en algunos países, como Albania, Bulgaria, Checoslovaquia, Finlandia, Hungría y Rumanía. Fueron construidos alrededor de 23 500 cañones, de los que unos 6000 se usaron para armar cazacarros.
Se hizo una versión para equipar tanques y cazacarros llamado KwK 40, que fue ampliamente utilizado con buenos resultados.

## Desempeño

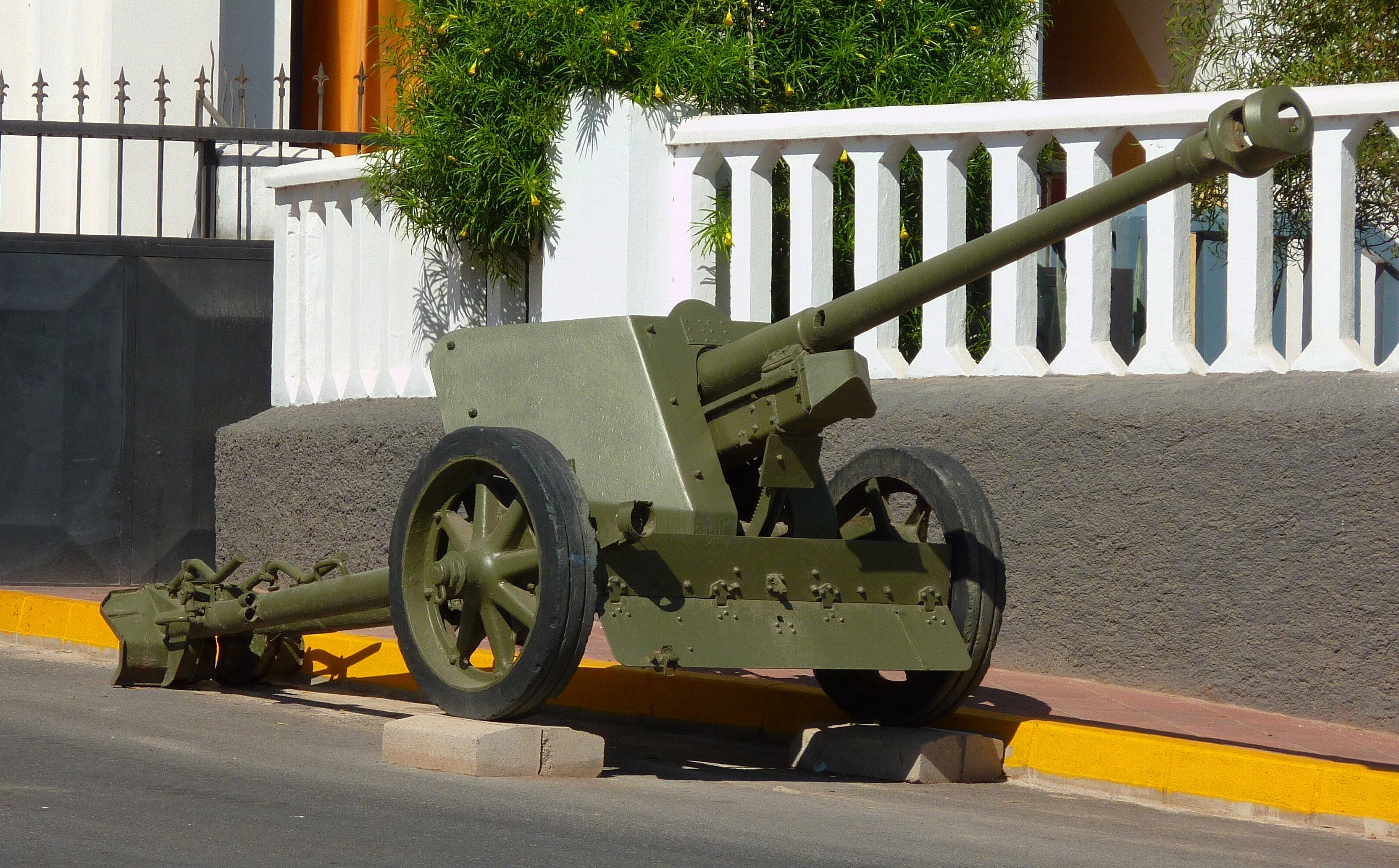
PaK 40 del Ejército de Tierra español

El PaK 40 fue efectivo contra la mayoría de tanques aliados hasta el final de la guerra, con la excepción del IS-2 soviético, el M26 Pershing estadounidense (este último luchó muy poco en Europa) e incluso el tanque de infantería Churchill con el refuerzo de blindaje en 1944, con lo que podía resistir frontalmente los impactos del PaK 40. Sin embargo, el PaK 40 podía atravesar los laterales y parte de atrás de todos ellos.
Quizás el único inconveniente del PaK 40 era su peso. El PaK 38 era muy versátil y podía moverse entre los infantes, pero el cañón de 75 mm, con su apoyo, tenía un peso elevado y para desplazarlo o incluso girarlo hacía falta un tractor de artillería. Usualmente el desperfecto o daño del vehículo tractor implicaba la pérdida de la pieza. Para operar el PaK 40 se empleaban tres soldados.
Los vehículos usualmente usados como tractores eran los semioruga SdKfz 7 de 8 t, o bien el SdKfz 251.
En España el Ejército de Tierra adquirió 150 de estos cañones dentro del «Programa Bär» (oso), que fueron recibidos en 1943 y permanecieron en servicio hasta 1977.

### Listas relacionadas
- Anexo:Materiales históricos del Ejército de Tierra de España desde la posguerra